# Dmitri Bakin
Dmitri Bakin (1964) is een Russisch schrijver van vooral korte verhalen en novellen. 

## Leven en werk
Bakin is een schrijver die zich verre van de literaire wereld houdt (hij werkt nog steeds als chauffeur). Niettemin heeft hij met zijn verhalen in de afgelopen tien jaar inmiddels een internationale erkenning gekregen. 
Bakins verhalenbundel Redenen om te leven verscheen in 2004 in het Nederlands. Het zijn stuk voor stuk elementaire drama's, vol onrust en lijden. Zijn verhalen gaan over mensen met een bizar levenslot, eenzame individuen, die zich aan de rand van de maatschappij bevinden en daar ook totaal niet in passen. Niets staat vast in zijn fictioneel universum, de realiteit al helemaal niet. Iedereen is op zoek naar veiligheid, zekerheid, vrijheid of wraak. Bakins genadeloze visie op een maatschappij die smacht naar vijanden is misschien niet altijd een weldadige blik, maar wel een blik die de zwartheid van het bestaan niet verhult. 
Bakins grote kracht is zijn stijl, waarin duidelijk de invloed van Andrej Platonov (auteur van onder andere de romans De bouwput en Tsjevengoer) te bespeuren valt. 
In 1996 won Bakin de Russische 'Anti-Booker'-prijs voor zijn (niet in het Nederlands vertaalde) verhalenbundel Land van herkomst.

## Bron
- Biblion recensie, Willem G. Weststeijn

- Bibsys: 6051062
- Bibliothèque nationale de France: cb12374768x (data)
- CiNii: DA10880738
- Gemeinsame Normdatei: 121849325
- International Standard Name Identifier: 0000 0000 8016 2587
- Library of Congress Control Number: no96044112
- Bibliotheek van het Japanse parlement: 001202354
- Nationale Bibliotheek van Tsjechië: xx0065259
- Nederlandse Thesaurus van Auteursnamen: 151798982
- Istituto Centrale per il Catalogo Unico: LO1V206608
- Système universitaire de documentation: 032786336
- Virtual International Authority File: 69795290
- WorldCat: E39PBJdM9CpHKwyd3xgMGQFMyd